# Flakkebjerg Sogn
Flakkebjerg Sogn er et sogn i Slagelse-Skælskør Provsti (Roskilde Stift).
I 1800-tallet var Flakkebjerg Sogn anneks til Høve Sogn. Begge sogne hørte til Vester Flakkebjerg Herred i Sorø Amt. Høve-Flakkebjerg sognekommune blev ved kommunalreformen i 1970 indlemmet i Hashøj Kommune, der ved strukturreformen i 2007 indgik i Slagelse Kommune.
I Flakkebjerg Sogn ligger Flakkebjerg Kirke.
I sognet findes følgende autoriserede stednavne:
- Flakkebjerg (bebyggelse, ejerlav)
- Flakkebjerg Stationsby (bebyggelse)
- Flækkendeled (bebyggelse)
- Lille Flakkebjerg (bebyggelse)
- Rugbjerg (bebyggelse)
- Stegerset (bebyggelse)
- Tranemose (bebyggelse)
- Øllemose (bebyggelse)